# Mir Osman Ali Khan
Mir Osman Ali Khan, Asaf Jah VII GCSI GBE (5 hoặc 6 tháng 4 năm 1886 – 24 tháng 2 năm 1967) là Nizam (người cai trị) cuối cùng của Phiên quốc Hyderabad, nhà nước lớn nhất của Ấn Độ thuộc Anh. Ông lên ngôi vào ngày 29 tháng 8 năm 1911, ở tuổi 25 và cai trị Nhà nước Hyderabad từ năm 1911 đến năm 1948, cho đến khi bị Ấn Độ sáp nhập nó. Ông được phong là His Exalted Highness-(H.E.H) Nizam xứ Hyderabad, và được xem là một trong những người giàu nhất thế giới mọi thời đại. Với một số ước tính cho rằng tài sản của ông chiếm khoảng 2% GDP Hoa Kỳ vào thời điểm đó, chân dung của ông đã xuất hiện trên trang bìa Tạp chí Time năm 1937. Là một nhà cai trị quân chủ bán tự trị, ông có xưởng đúc tiền riêng, in tiền riêng, đồng rupee Hyderabad, và có một kho bạc và vàng thỏi tư nhân được cho là có trị giá lên đến 100 triệu bảng Anh, cùng 400 triệu bảng Anh trang sức. Nguồn tài sản chính của ông là từ mỏ kim cương Golconda, nơi cung cấp kim cương duy nhất trên thế giới vào thời điểm đó. Trong số đó có Viên kim cương Jacob, trị giá khoảng 50 triệu bảng Anh (theo giá năm 2008), và được Nizam sử dụng làm chặn giấy.
Trong suốt 37 năm cai trị của ông, điện đã được đưa vào sử dụng, đường sắt, đường bộ và sân bay được phát triển. Ông được mệnh danh là "Kiến trúc sư của Hyderabad hiện đại" và được ghi nhận là người đã thành lập nhiều tổ chức công ở thành phố Hyderabad, bao gồm Đại học Osmania, Bệnh viện Đa khoa Osmania, Ngân hàng Nhà nước Hyderabad, Sân bay Begumpet và Tòa án tối cao Telangana. Hai hồ chứa nước Osman Sagar và Himayat Sagar đã được xây dựng dưới triều đại của ông để ngăn chặn một trận lũ lớn khác trong thành phố. Nizam cũng đã xây dựng Đập Nizam Sagar và vào năm 1923, một hồ chứa được xây dựng bắc qua sông Manjira, một nhánh của sông Godavari, giữa các làng Achampet và BanjePally của quận Kamareddy ở Telangana, Ấn Độ ngày nay. Nó nằm cách Hyderabad khoảng 144 km (89 mi) về phía Tây Bắc. Nizam Sagar là con đập cổ nhất ở bang Telangana.
Nizam đã từ chối để Nhà nước Hyderabad của mình gia nhập vào Ấn Độ sau khi đất nước này giành được độc lập vào ngày 15 tháng 8 năm 1947. Ông muốn các lãnh thổ của mình vẫn là một quốc gia độc lập hoặc gia nhập Pakistan. Sau này, ông muốn nhà nước của mình sáp nhập vào Ấn Độ; tuy nhiên, quyền lực của ông đã suy yếu do Cuộc nổi dậy Telangana và sự trỗi dậy của lực lượng dân quân cực đoan được gọi là Razakar, lực lượng mà ông không thể hạ gục. Năm 1948, Quân đội Ấn Độ xâm chiếm và sáp nhập Nhà nước Hyderabad và đánh bại quân Razakar. Nizam trở thành Rajpramukh của Bang Hyderabad từ năm 1950 đến năm 1956, sau đó bang này bị chia cắt và trở thành một phần của bang Andhra Pradesh, Karnataka và Maharashtra.
Năm 1951, ông không chỉ khởi công xây dựng bệnh viện Chỉnh hình Nizam (hiện nay là Viện Khoa học Y tế Nizam - NIMS) mà còn giao nó cho chính phủ theo hợp đồng thuê 99 năm với giá thuê hàng tháng là 1 rupee, ông cũng tặng 14.000 mẫu Anh (5.700 ha) đất từ tài sản cá nhân của mình cho phong trào Bhoodan của Vinobha Bhave để tái phân phối cho những nông dân không có đất.

## Đầu đời
Mir Osman Ali Khan sinh ngày 05 hoặc ngày 06 tháng 04 năm 1886, tại Purani Haveli (còn gọi là Cung điện Masarrat Mahal), ông là con trai thứ 2 của Mahbub Ali Khan, Asaf Jah VI và Azmat-uz-Zahra Begum. Ông được giáo dục riêng biệt và thạo tiếng Urdu, tiếng Ba Tư, tiếng Ả Rập và tiếng Anh. Năm 1898, với sự tiến cử của Phó vương Ấn Độ là Lãnh chúa Elgin, Brian Egerton đã đến làm gia sư tiếng Anh cho ông trong 2 năm, dưới sự hướng dẫn của Egerton, các quan chức và cố vấn người Anh khác, ông mau chóng được trang bị kiến thức để trở thành một quý ông của tầng lớp cao nhất thời đó.

## Tiếp nhận ngai vàng và trị vì

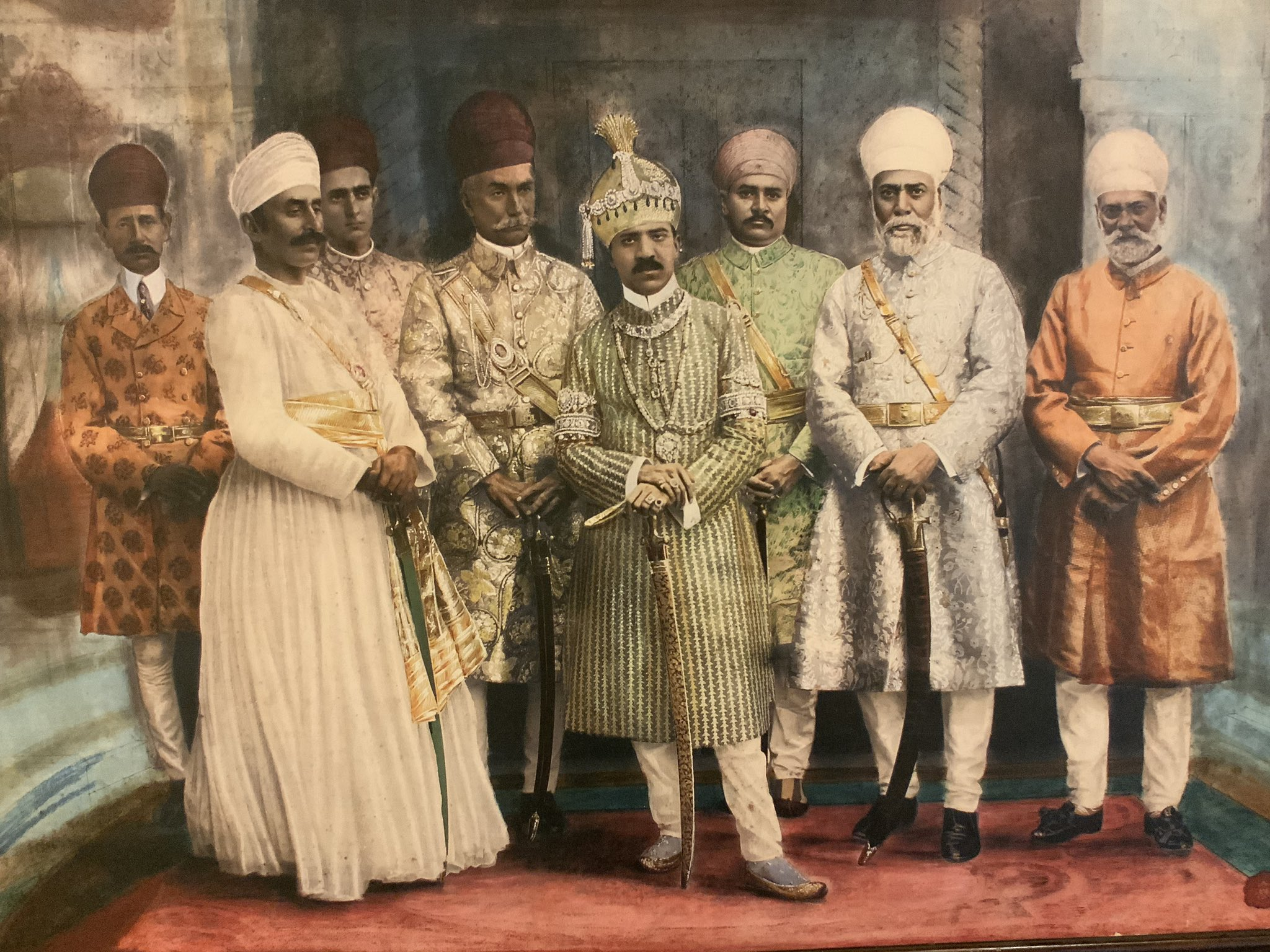
Nizam khi lên ngôi năm 25 tuổi

Mir Mahboob Ali Khan Nizam VI qua đời vào ngày 29 tháng 8 năm 1911 và cùng ngày hôm đó Mir Osman Ali Khan được đưa lên ngôi lấy hiệu là Nizam VII dưới sự giám sát của Nawab Shahab Jung, Bộ trưởng Bộ Cảnh sát và Công chính. Ngày 18 tháng 9 năm 1911, lễ đăng quang chính thức được tổ chức tại Cung điện Chowmahalla.
Lễ đăng quang của ông tại Durbar (triều đình) bao gồm thủ tướng của Hyderabad Maharaja Kishen Pershad, Đại tá Alexander Pinhey (1911–1916), Thường trú Anh ở Hyderabad, Paigah, và các quý tộc nổi tiếng của phiên quốc cũng như người đứng đầu các thân quốc dưới quyền Nizam.
Các mỏ kim cương nổi tiếng ở Golconda là nguồn tài sản chính của gia tộc Nizam, trong đó Nhà nước Hyderabad là nhà cung cấp kim cương duy nhất cho thị trường toàn cầu trong thế kỷ XVIII.
Mir Osman Ali Khan lên ngôi làm Nizam của Hyderabad sau cái chết của cha ông vào năm 1911. Nhà nước Hyderabad là phiên quốc lớn nhất trong số các phiên quốc ở Ấn Độ thuộc địa. Với diện tích 86.000 dặm vuông (223.000 km2), nó gần bằng diện tích Vương quốc Liên hiệp Anh và Bắc Ireland ngày nay. Nizam là Thân vương cấp cao nhất ở Ấn Độ thuộc Anh, là một trong năm Thân vương được hưởng đặc ân chào mừng bằng 21 phát súng, là nhà cai trị duy nhất ở Ấn Độ giữ tước hiệu "Nizam", và mang phong cách "His Exalted Highness" và "Đồng minh trung thành của Vương quyền Anh".

### Những năm đầu trị vì (1911 đến 1918)

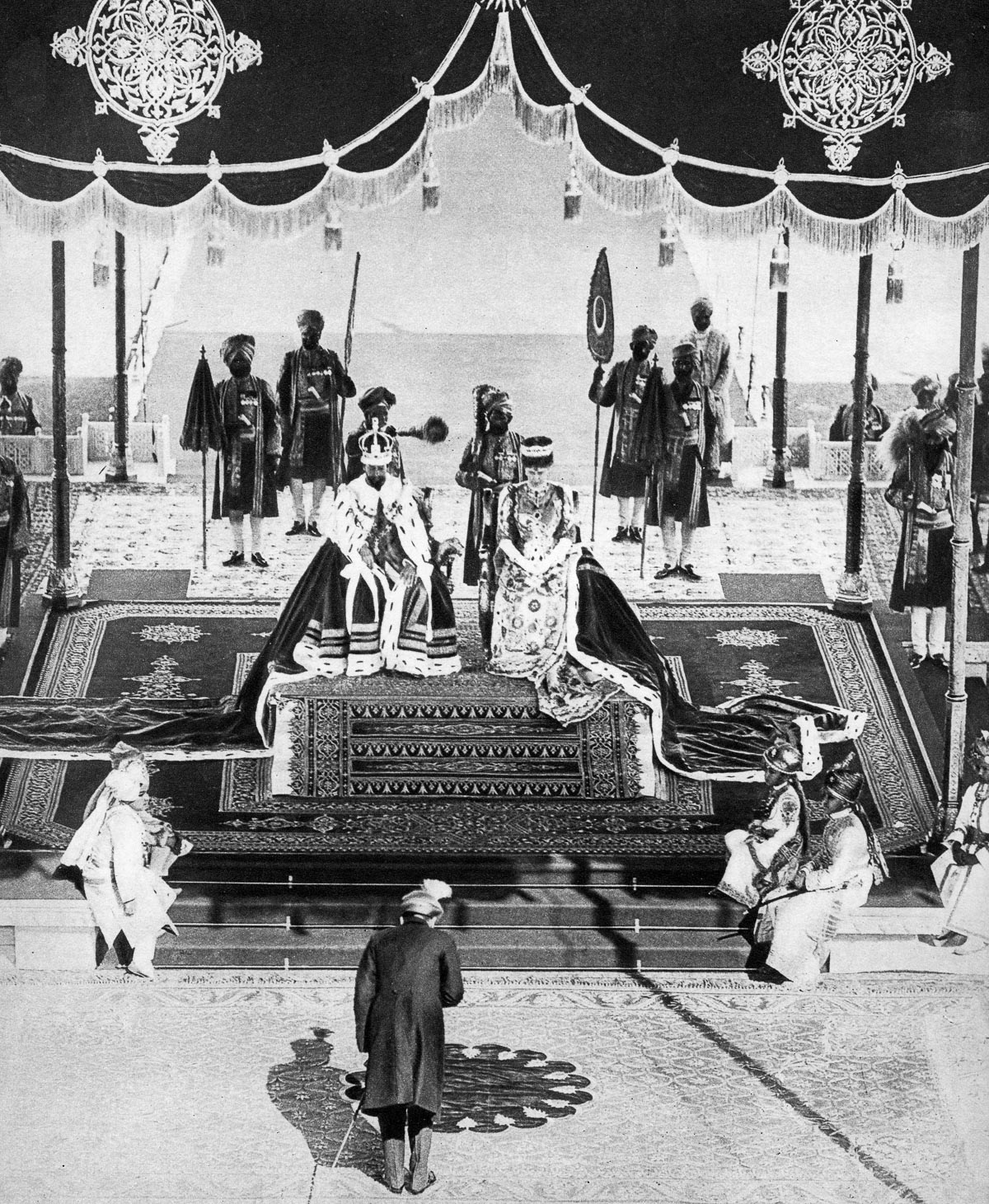
Nizam bày tỏ lòng kính trọng đối với Vua George V và Hoàng hậu Mary tại Delhi Durbar, tháng 12/1911.

Năm 1908, ba năm trước lễ đăng quang của Nizam, thành phố Hyderabad hứng chịu một trận lũ lớn khiến hàng nghìn người thiệt mạng. Nizam, theo lời khuyên của Ngài M. Visvesvaraya, đã ra lệnh xây dựng hai hồ chứa lớn—Osman Sagar và Himayat Sagar—để ngăn chặn những trận lũ lụt khác trong tương lai.
Ông được trao danh hiệu "Đồng minh trung thành của Vương quyền Anh" sau Thế chiến thứ nhất vì đóng góp tài chính cho nỗ lực chiến tranh của Đế quốc Anh. Một phần lý do đằng sau danh hiệu độc nhất vô nhị của ông là "His Exalted Highness" và các danh hiệu khác là do số tiền trợ giúp tài chính khổng lồ mà ông đã cung cấp cho người Anh lên tới gần 25 triệu bảng Anh (1.295.631.000 bảng Anh theo thời giá vào năm 2023). (Ví dụ: những chiếc máy bay Airco DH.9A bổ sung ban đầu của Phi đội số 110 RAF là món quà của Nizam. Trên thân những chiếc máy bay này đều được ghi dòng chữ "món quà của Osman Ali", và đơn vị này được gọi là "Phi đội Hyderabad"). Ông cũng gửi tặng cho Hải quân Hoàng gia Anh kinh phí để đóng 1 tàu khu trục lớp N, và nó được gọi là HMS Nizam, được đưa vào hoạt động năm 1940 và sau chuyển giao cho Hải quân Hoàng gia Úc.
Năm 1918, Nizam ban hành một nghị định thành lập Đại học Osmania, trường đại học đầu tiên sử dụng tiếng Urdu làm ngôn ngữ giảng dạy. Khuôn viên hiện tại được hoàn thành vào năm 1934. Công ty cũng đề cập đến sứ mệnh và mục tiêu chi tiết của trường đại học. Việc thành lập Đại học Osmania đã được nhà thơ-người đoạt giải Nobel Văn chương Rabindranath Tagore đánh giá cao, người đã vui mừng khôn xiết khi chứng kiến ngày mà người Ấn Độ "được giải phóng khỏi xiềng xích của ngoại ngữ và nền giáo dục của chúng ta trở nên dễ tiếp cận một cách tự nhiên đối với tất cả người dân của chúng ta".

### Sau Thế chiến (1918 đến 1939)
Năm 1919, Nizam ra lệnh thành lập Hội đồng điều hành Hyderabad, do Sir Sayyid Ali Imam chủ trì, bao gồm 8 thành viên khác, mỗi người phụ trách một hoặc nhiều phòng ban. Chủ tịch Hội đồng điều hành cũng sẽ là thủ tướng của Hyderabad.
Sân bay Begumpet được xây dựng vào năm 1930, với Hyderabad Aero Club được thành lập bởi Nizam vào năm 1936. Ban đầu, hãng hàng không tư nhân của Nizam là Deccan Airways, một trong những hãng hàng không đầu tiên ở Ấn Độ thuộc Anh, sử dụng nó làm sân bay nội địa và quốc tế. Tòa nhà ga được xây dựng vào năm 1937. Chuyến bay thương mại đầu tiên cất cánh từ sân bay này vào năm 1946.

### Những năm cuối triều đại (1939 đến 1948)

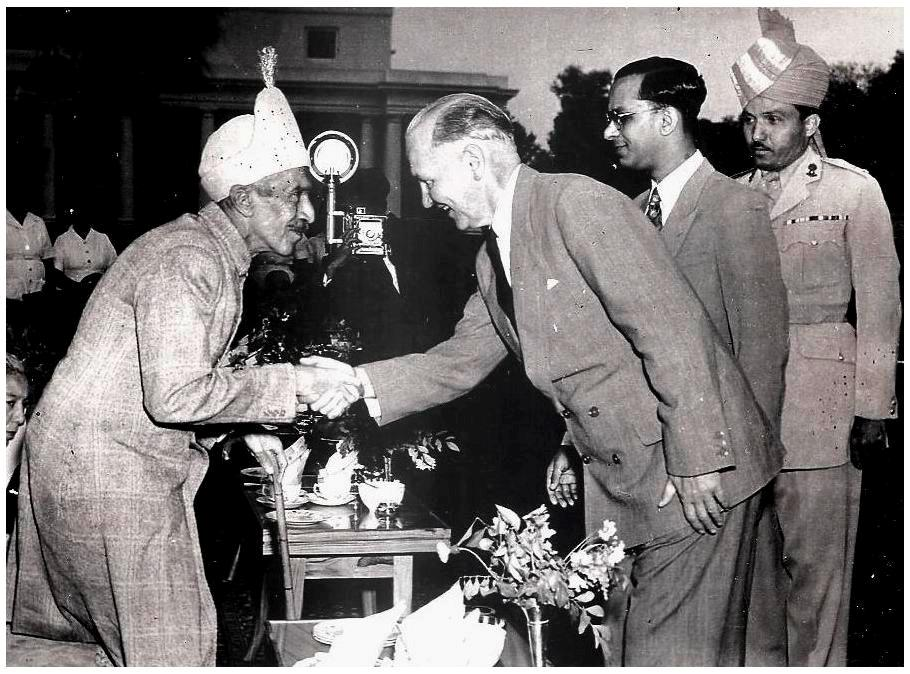
Tổng thống Nam Tư Josip Broz Tito gặp Nizam, năm 1956

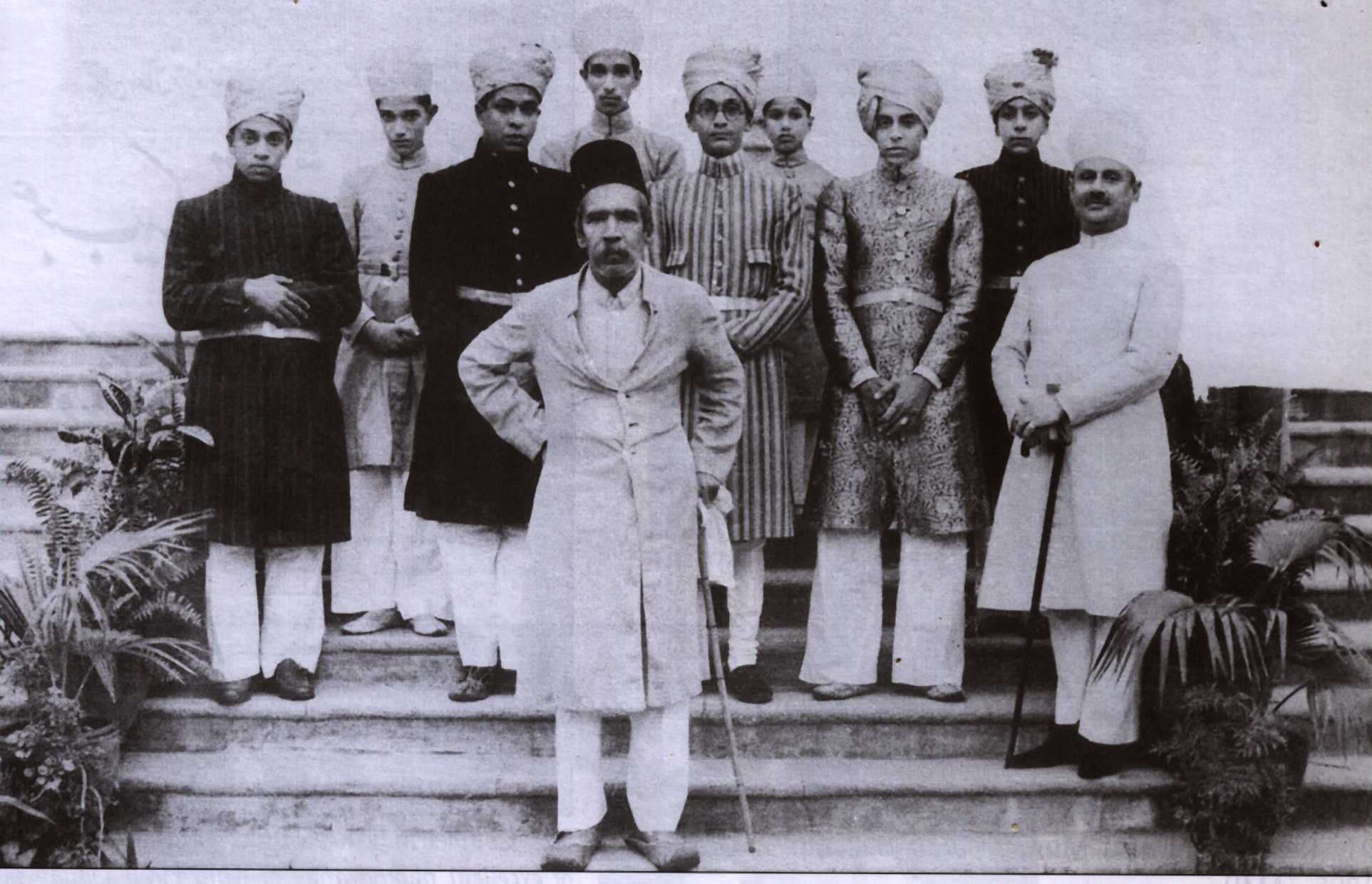
Nizam cùng với Hoàng gia Al-Quaiti

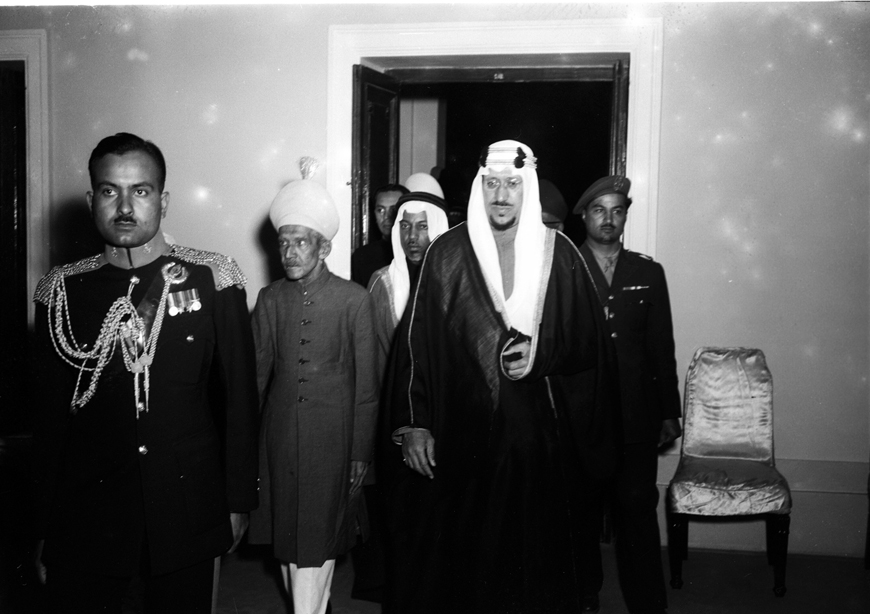
Nizam cùng Saud của Ả Rập Xê Út trong chuyến thăm Hyderabad

Nizam VII đã sắp xếp một liên minh hôn nhân với vị hoàng đế bị phế truất của Ottoman là Abdulmecid II, theo đó con trai đầu lòng của Nizam là Azam Jah sẽ kết hôn với Công chúa Durrushehvar của Đế chế Ottoman. Người ta tin rằng liên minh hôn nhân giữa Nizam và Abdulmejid II sẽ dẫn đến sự xuất hiện của một nhà cai trị Hồi giáo, người có thể được các cường quốc trên thế giới chấp nhận thay cho các Quốc vương Ottoman. Sau khi Ấn Độ giành được độc lập, Nizam đã cố gắng tuyên bố chủ quyền của mình đối với Nhà nước Hyderabad, với tư cách là nước được bảo hộ của Đế quốc Anh hoặc là một chế độ quân chủ có chủ quyền. Tuy nhiên, quyền lực của ông suy yếu do Cuộc nổi dậy Telangana và sự trỗi dậy của Razakar, một lực lượng dân quân Hồi giáo cực đoan muốn Hyderabad tiếp tục nằm dưới sự cai trị của người Hồi giáo. Năm 1948, Ấn Độ xâm chiếm và sáp nhập Hyderabad, và sự cai trị của Nizam chấm dứt. Ông trở thành Rajpramukh và giữ chức vụ này từ ngày 26 tháng 1 năm 1950 đến ngày 31 tháng 10 năm 1956.

## Đóng góp cho xã hội

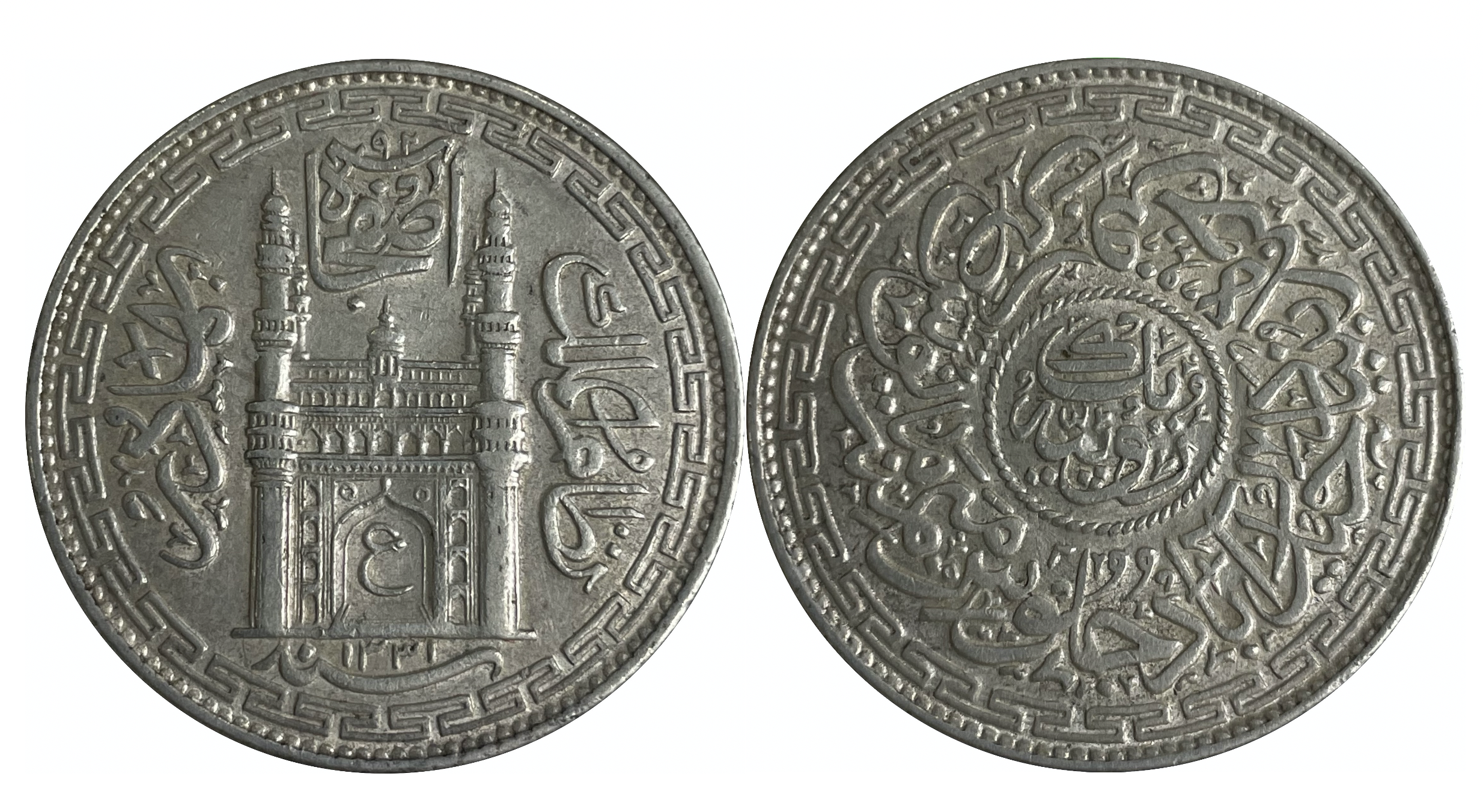
Xu bạc: 1 rupee của Nhà nước Hyderabad được đúc dưới thời trị vì của Mir Osman Ali Khan, 1913

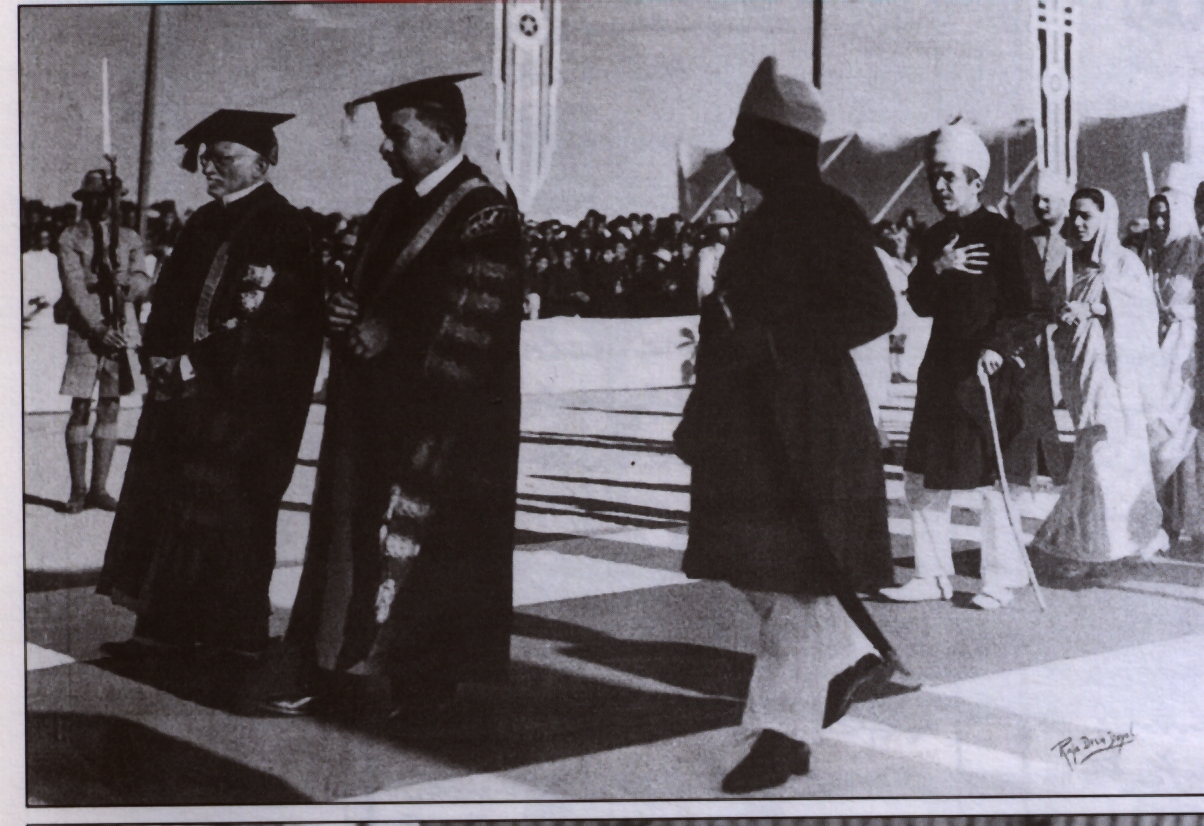
Nizam tại lễ khánh thành Trường Cao đẳng Nghệ thuật của Đại học Osmania, năm 1937

Năm 1918, Nizam VII đã đưa ra quyết định thành lập trường Đại học Osmania thông qua một công ty hoàng gia, và là trường lớn nhất Ấn Độ. Osmania là trường đại học đầu tiên dùng tiếng Urdu làm ngôn ngữ giảng dạy. Khuôn viên hiện tại được hoành thành vào năm 1934.

### Thành lập Ngân hàng Nhà nước Hyderabad
Năm 1941, Nizam VII cho thành lập ngân hàng riêng của mình, Ngân hàng Nhà nước Hyderabad. Sau đó nó được đổi tên thành Ngân hàng Bang Hyderabad và sáp nhập với Ngân hàng Nhà nước Ấn Độ thành ngân hàng trung ương của bang vào năm 2017. Nó được thành lập vào ngày 8 tháng 8 năm 1941 theo Đạo luật Ngân hàng Nhà nước Hyderabad. Ngân hàng quản lý Osmania Sikka (đồng rupee Hyderabad), tiền tệ của Nhà nước Hyderabad. Đây là bang duy nhất ở Ấn Độ có tiền tệ riêng và là phiên quốc duy nhất ở Ấn Độ thuộc Anh nơi người cai trị được phép phát hành tiền tệ. Năm 1953, ngân hàng này đã sáp nhập Ngân hàng Thương mại Hyderabad mà Raja Pannalal Pitti đã thành lập vào năm 1935.
Năm 1956, Ngân hàng Dự trữ Ấn Độ tiếp quản ngân hàng này làm công ty con đầu tiên và đổi tên thành Ngân hàng Bang Hyderabad (SBH). Đạo luật Ngân hàng Công ty con được thông qua vào năm 1959. Vào ngày 1 tháng 10 năm 1959, SBH và các ngân hàng khác của các phiên quốc trở thành công ty con của SBI. Nó sáp nhập với SBI vào ngày 31 tháng 3 năm 2017.

### Đóng góp cho các cơ sở giáo dục
Nizam đã quyên góp 1 triệu Rs cho Đại học Banaras Hindu, 500.000 Rs cho Đại học Hồi giáo Aligarh, và 300.000 Rs cho Viện Khoa học Ấn Độ.
Ông cũng đã quyên góp lớn cho nhiều tổ chức ở Ấn Độ và nước ngoài, đặc biệt chú trọng đến các tổ chức giáo dục như Jamia Nizamia và Darul Uloom Deoband.

### Quyên góp cho các ngôi đền Hindu
Nizam đã quyên góp 82.825 Rs đến Đền Yadagirigutta ở Bhongir, 29.999 Rs cho Đền Sita Ramachandraswamy, Bhadrachalam và 8.000 Rs đến Đền Venkateswara, Tirumala.
Ông cũng đã quyên góp 50.000 Rs để xây dựng lại Đền Sitaram Bagh nằm ở thành phố cổ Hyderabad, và cấp 100.000 rupee Hyderabadi để xây dựng lại Đền Ngàn Trụ.
Sau khi nghe về Đền Vàng của Amritsar thông qua Maharaja Ranjit Singh, Mir Osman Ali Khan bắt đầu cung cấp các khoản tài trợ hàng năm cho nó.

### Đóng góp cho hàng không Ấn Độ
Sân bay đầu tiên của Ấn Độ—Sân bay Begumpet—được xây dựng vào những năm 1930 với sự thành lập của Hyderabad Aero Club bởi Nizam. Ban đầu, nó được sử dụng làm sân bay nội địa và quốc tế của Deccan Airways, hãng hàng không đầu tiên ở Ấn Độ thuộc Anh. Nhà ga sân bay được xây dựng vào năm 1937. Đóng góp cho quốc phòng Ấn Độ

### Phòng chống lũ lụt
Sau trận Đại hồng thủy Musi năm 1908 khiến khoảng 50.000 người thiệt mạng, Nizam đã xây dựng hai hồ để ngăn lũ lụt—Osman Sagar và Himayat Sagar được đặt theo tên ông và con trai ông là Azam Jah.

### Cải cách nông nghiệp
Nizam tiến hành nghiên cứu nông nghiệp ở vùng Marathwada của Hyderabad với việc thành lập Trang trại Thực nghiệm Chính vào năm 1918 tại Parbhani. Trong thời kỳ ông cai trị, giáo dục nông nghiệp ở Ấn Độ chỉ có ở Nhà nước Hyderabad của ông; các trung tâm nghiên cứu cây Cao lương, bông và trái cây được xây dựng tại ở Parbhani. Sau khi độc lập, chính phủ Ấn Độ đã phát triển cơ sở này hơn nữa và đổi tên thành Đại học Nông nghiệp Marathwada vào ngày 18 tháng 5 năm 1972.

### Xây dựng các công trình công cộng lớn
Gần như tất cả các tòa nhà và tổ chức công cộng lớn ở thành phố Hyderabad đều được ông xây dựng, chẳng hạn như Tòa án tối cao Hyderabad, Hội trường Jubilee, Đài thiên văn Nizamia, Chợ Moazzam Jahi, Ga xe lửa Kachiguda, Thư viện Asafiya (Thư viện trung tâm bang, Hyderabad), Tòa thị chính hiện được gọi là Hội trường, Bảo tàng Hyderabad nay được gọi là Bảo tàng Khảo cổ Bang Telangana; các bệnh viện như Bệnh viện Đa khoa Osmania, Bệnh viện Nizamia và nhiều tòa nhà khác được xây dựng dưới triều đại của ông. Ông cũng xây dựng Hyderabad House ở Delhi, hiện được Chính phủ Ấn Độ sử dụng làm nơi tổ chức các cuộc họp ngoại giao.

### Phục hồi hang động Ajanta Ellora
Vào đầu những năm 1920, địa điểm Ajanta nằm trong lãnh thổ của phiên quốc Hyderabad đã được Osman Ali Khan (Nizam của Hyderabad) mời các chuyên gia đến để khôi phục lại các tác phẩm nghệ thuật, chuyển địa điểm này thành bảo tàng và xây dựng một con đường tạo điều kiện cho khách du lịch đến thăm.
Giám đốc Khảo cổ học của Nizam đã nhờ đến sự phục vụ của hai chuyên gia đến từ Ý, Giáo sư Lorenzo Cecconi, với sự hỗ trợ của Bá tước Orsini, để khôi phục các bức tranh trong hang động. Giám đốc Khảo cổ học của Nizam cuối cùng nói về công trình của Cecconi và Orsini:
Việc sửa chữa các hang động cũng như làm sạch và bảo tồn các bức bích họa đã được thực hiện theo những nguyên tắc hợp lý và theo cách khoa học đến mức những di tích vô song này đã tìm được một sức sống mới trong ít nhất một vài thế kỷ.

### Quyên góp cho việc biên soạn Holy Mahabharata
Năm 1932, Viện Nghiên cứu Phương Đông Bhandarkar ở Pune cần tiền để xuất bản cuốn Holy Mahabharata. Một thỉnh cầu chính thức đã được gửi tới Mir Osman Ali Khan, người đã cấp 1000 Rs mỗi năm trong thời gian 11 năm cho việc này.
Ông cũng trao 50.000 Rs để xây dựng nhà khách của viện mà ngày nay gọi là Nhà khách Nizam.

## Tài sản
Nizam giàu có đến mức ông được xuất hiện trên trang bìa Tạp chí Time vào ngày 22 tháng 2 năm 1937, được miêu tả là người giàu nhất thế giới. Vào thời kỳ đỉnh cao, tài sản của Osman Ali Khan, Asaf Jah VII trị giá ₹660 crore (83 triệu USD) (tất cả tài sản có thể hình dung được của ông cộng lại) vào đầu những năm 1940, trong khi toàn bộ kho châu báu của ông sẽ có giá trị từ 150 triệu USD đến 500 triệu USD theo thời giá ngày nay. Ông đã sử dụng Viên kim cương Jacob, một viên kim cương nặng 185 carat, một phần trong Bộ đồ trang sức của Nizam, làm đồ chặn giấy. Trong những ngày còn là Nizam, ông nổi tiếng là người giàu nhất thế giới, có khối tài sản ước tính khoảng 2 tỷ USD vào đầu những năm 1940 (35,8 tỷ USD theo thời giá năm 2022) hoặc 2% tổng thu nhập của nền kinh tế Mỹ thời điểm đó.
Tài sản cá nhân của Nizam ước tính vào khoảng 110 triệu bảng Anh, trong đó vàng và đồ trang sức có giá trị 40 triệu bảng (tương đương 2.265.847.176 bảng Anh vào năm 2021)
Chính phủ Ấn Độ vẫn trưng bày Bộ đồ trang sức Nizam của Hyderabad ở Delhi. Có 173 viên ngọc, trong đó có ngọc lục bảo nặng gần 2.000 carat (0,40 kg) và ngọc trai nặng hơn 40 nghìn chow. Bộ sưu tập bao gồm đá quý, đồ trang trí khăn xếp, dây chuyền và mặt dây chuyền, thắt lưng và khóa, khuyên tai, băng tay, vòng đeo tay và vòng tay, vòng chân, khuy măng sét và khuy, đồng hồ quả quýt, nhẫn, nhẫn ở ngón chân và khuyên mũi.
Cùng với những món trang sức của Nizam còn có 2 đồng tiền vàng Bari trị giá hàng trăm triệu Rs, được xem là hiếm nhất trên thế giới. Himayat Ali Mirza đã yêu cầu chính quyền trung ương mang những đồng tiền này, được đúc bằng chữ Ả Rập, trở lại Hyderabad.

### Quà cưới cho Nữ vương Elizabeth tương lai
Năm 1947, Nizam đã tặng một món quà trang sức bằng kim cương, bao gồm cả vương miện và vòng cổ, cho Công chúa Elizabeth Alexandra Mary Windsor (Nữ vương Elizabeth II tương lai) nhân dịp kết hôn của bà. Những chiếc trâm cài và vòng cổ từ món quà này vẫn được Nữ vương Elizabeth II đeo cho đến cuối đời và được gọi là vòng cổ "Nizam xứ Hyderabad".

### Quyên góp vàng cho Quỹ Quốc phòng

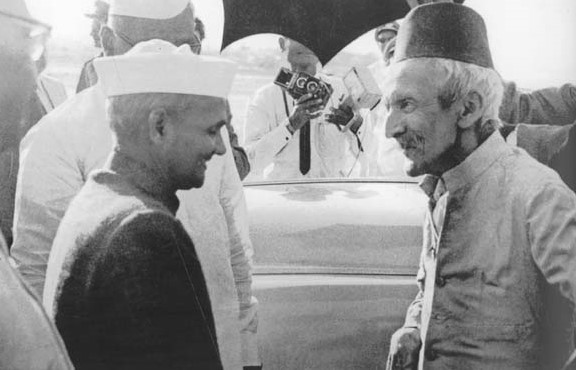
Nizam với Thủ tướng đương nhiệm của Ấn Độ Lal Bahadur Shastri

Vào tháng 10 năm 1965, trong Chiến tranh Đông Dương, Thủ tướng Lal Bahadur Shastri đã đến thăm Hyderabad và thỉnh cầu Nizam đóng góp cho Quỹ Quốc phòng, được thành lập sau cuộc giao tranh Ấn-Trung. Để đáp lại, Nizam đã tặng 5 tấn (5.000 kg) vàng cho quân đội Ấn Độ. Xét theo giá vàng ngày nay trên thị trường quốc tế, khoản quyên góp này tương đương 1.500 tỷ Rs.

## Bị cưởng bức gia nhập liên minh với Ấn Độ

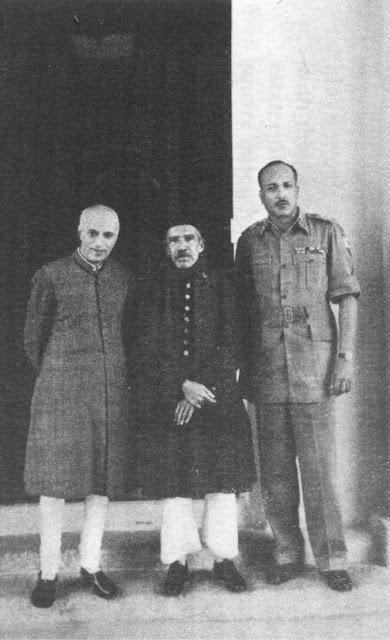
(Từ trái sang phải): Thủ tướng Jawaharlal Nehru, Nizam VII và Thiếu tướng Jayanto Nath Chaudhuri sau khi Hyderabad gia nhập Ấn Độ

Sau khi Ấn Độ thuộc Anh giành độc lập vào năm 1947, nó bị chia cắt thành Ấn Độ và Pakistan. Các phiên quốc được tự do thực hiện bất kỳ thỏa thuận nào họ muốn với Ấn Độ hoặc Pakistan. Nizam VII cai trị hơn 16 triệu dân với 82.698 dặm vuông (214.190 km2) lãnh thổ khi người Anh rút khỏi tiểu lục địa Ấn Độ vào năm 1947. Nhưng không giống như các phiên quốc khác, Nizam từ chối ký văn kiện gia nhập. Thay vào đó, ông chọn ký một thỏa thuận tạm thời có thời hạn 1 năm được người Anh đồng ý và được Phó vương đương nhiệm lúc đó là Lãnh chúa Mountbatten ký thông qua. Nizam từ chối gia nhập Ấn Độ hoặc Pakistan, muốn thành lập một vương quốc độc lập riêng biệt trong Khối Thịnh vượng chung.
Đề xuất độc lập này đã bị chính phủ Anh bác bỏ, nhưng Nizam vẫn tiếp tục cố gắng kiên trì với nó. Để đạt được mục tiêu này, ông tiếp tục các cuộc đàm phán cởi mở với Chính phủ Ấn Độ về các phương thức của mối quan hệ trong tương lai, đồng thời mở các cuộc đàm phán bí mật với Pakistan theo hướng tương tự. Nizam trích dẫn Razakar như là một bằng chứng cho thấy người dân trong nhà nước phản đối bất kỳ thỏa thuận nào với Ấn Độ.
Thỏa thuận bế tắc kéo dài một năm hóa ra là một đòn giáng nặng nề vào Nizam khi nó trao toàn bộ quyền lực đối ngoại, liên lạc và quốc phòng cho chính phủ Ấn Độ. Chính phủ mới của Ấn Độ không vui khi một quốc gia có chủ quyền tồn tại ngay tại trung tâm Ấn Độ. Vì vậy, cuối cùng họ quyết định xâm lược Hyderabad vào năm 1948, trong một chiến dịch có mật danh là Chiến dịch Polo. Dưới sự giám sát của Thiếu tướng Jayanto Nath Chaudhuri, một sư đoàn của Quân đội Ấn Độ và một lữ đoàn xe tăng đã xâm nhập và chiếm được Hyderabad. Cuộc sáp nhập kết thúc chỉ sau 109 giờ hoặc khoảng 4 ngày. Do không có mối liên hệ với nước ngoài và không có lực lượng phòng thủ thực sự, cuộc chiến đã khiến Hyderabad thất bại ngay từ đầu. Sau khi sáp nhập, lãnh thổ này nằm dưới quản lý của Ấn Độ và Nizam buộc phải thoái vị nhưng được phép giữ toàn bộ tài sản cá nhân và tước hiệu.

## Cuộc sống cá nhân

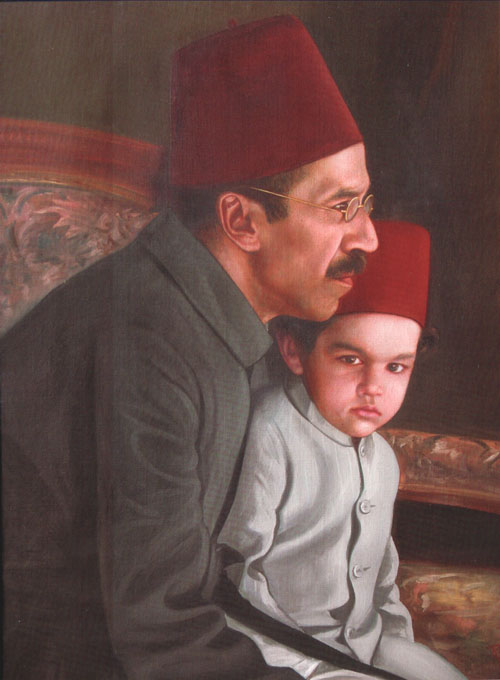
Nizam cùng cháu trai Mukarram Jah

Nizam sống tại Cung điện Vua Kothi — được mua từ một nhà quý tộc (Kamal Khan là kiến trúc sư thời đó) — từ năm 13 tuổi cho đến khi qua đời. Ông chưa bao giờ chuyển đến Cung điện Chowmahalla, ngay cả sau khi lên ngôi.
Không giống như cha mình, ông không quan tâm đến quần áo đẹp hay săn bắn. Sở thích của ông là làm thơ và viết ghazal bằng tiếng Urdu.
Ông rất hiếu thảo với mẹ mình và đến thăm bà mỗi ngày khi bà còn sống; ông thường đến thăm mộ của mẹ hầu như mỗi ngày sau khi bà qua đời.

### Gia đình
Vào ngày 14 tháng 4 năm 1906, ở tuổi 21, ông kết hôn lần đầu với Azam Unnisa Begum (Dulhan Pasha Begum), con gái của quý tộc Nawab Jahangir Jung. Con trai đầu lòng của ông là Azam Jah kết hôn với Durru Shehvar, (con gái của Hoàng đế Ottoman Abdülmecid II), trong khi con trai thứ hai của ông là Moazzam Jah kết hôn với Nilufer Hanımsultan, (cháu gái của quốc Hoàng đế Ottoman).
Azam Jah và Durru Shehvar có hai con trai, Mukarram Jah và Muffakham Jah, người kế vị ông nội và tiếp nhận tước vị Nizam trên danh nghĩa.
Tổng cộng Nizam VII có 34 người con: 18 con trai và 16 con gái từ 8 người vợ.
Con trai thứ hai của ông là HH Moazzam Jah có ba người vợ, người vợ đầu tiên là công chúa Nilofer. Vì công chúa Niloufer không thể sinh con nên Moazzam Jah kết hôn với Razia Begum và có 3 cô con gái - công chúa Fatima Fouzia, công chúa Amina Merzia và công chúa Oolia Kulsum. Vương tử Moazzam Jah cũng kết hôn với Anwari Begum và có một con trai, vương tử Shahmat Jah.
Một người cháu nổi bật khác trong xã hội là Mir Najaf Ali Khan,
 người đại diện cho một số quỹ tín thác của Nizam cuối cùng, bao gồm cả H.E.H. Quỹ từ thiện Nizam và Hiệp hội phúc lợi gia đình Nizam.
Gần đây, tên của Nizam đã được nhiều đảng phái khác nhau sử dụng vì lợi ích chính trị. Một người chắt trai khác của ông là Himayat Ali Mirza đã viết thư cho thủ tướng về vấn đề này cùng với Ủy ban bầu cử Ấn Độ, yêu cầu các đảng phái chính trị không sử dụng tên của Nizam trong nền chính trị ngày nay vì điều đó là thiếu tôn trọng một nhân cách vĩ đại như vậy.
Các con gái của Nizams theo truyền thống đã kết hôn với con trai  của Nhà Paigah. Gia đình này thuộc giáo phái Sunni.

## Qua đời
Nizam tiếp tục ở lại Cung điện Vua Kothi cho đến khi qua đời. Ông từng đưa ra những lời cảnh báo về những vấn đề vụn vặt trên tờ báo Nizam Gazette của mình.
Nizam VII qua đời vào thứ 6, ngày 24/02/1967, theo di chúc được để lại thì thi hài của ông sẽ được chôn cất tại Masjid-e Judi, một nhà thờ Hồi giáo nơi chôn cất mẹ ông, đối diện với Cung điện Vua Kothi. Chính phủ tuyên bố quốc tang vào ngày 25/02/1967, ngày chôn cất ông. Các văn phòng chính phủ của bang sẽ đóng cửa như một dấu hiệu của sự tôn trọng, trong khi quốc kỳ Ấn Độ được treo ngang trên tất cả các toà nhà chính phủ trong toàn bang.

Tài liệu của Bảo tàng Nizam đã mô tả rằng:
 "Các đường phố và vỉa hè của thành phố ngập tràn những mảnh vỡ của vòng đeo tay bằng thủy tinh khi một số lượng lớn phụ nữ đã phá vỡ vòng đeo tay của họ để tang, điều mà phụ nữ Telangana thường làm theo phong tục Ấn Độ về cái chết của một người thân."
"Lễ tang của Nizam là cuộc gặp gỡ phi tôn giáo, phi chính trị lớn nhất trong lịch sử của Ấn Độ cho đến thời điểm đó."
Hàng triệu người thuộc mọi tôn giáo và các vùng khác nhau của bang đã đến Hyderabad bằng xe lửa, xe buýt và cả xe bò để được nhìn thấy lần cuối cùng thi hài của Nizam. Đám đông mất kiểm soát đến mức các rào chắn phải được dựng lên dọc đường để người dân có thể xếp hàng. D. Bhaskara Rao, người phụ trách chính của Bảo tàng Nizam cho biết ước tính có khoảng một triệu (1 triệu) người đã tham gia đám rước.

## Tước hiệu và phong cách quý tộc
Nizam là Đại tá danh dự của "20 Deccan Horse". Năm 1918, Vua George V đã nâng Nawab Mir Osman Ali Khan Siddiqi Bahadur từ "His Highness" lên "His Exalted Highness". Trong một lá thư đề ngày 24 tháng 1 năm 1918, danh hiệu "Đồng minh trung thành của Chính phủ Anh" đã được trao cho ông.

### Các tước hiệu khi còn sống của
1886–1911: Nawab Bahadur Mir Osman Ali Khan Siddqi.

1911–1912: His Highness Rustam-i-Dauran, Arustu-i-Zaman, Wal Mamaluk, Asaf Jah VII, Muzaffar ul-Mamaluk, Nizam ul-Mulk, Nizam ud-Daula, Nawab Mir Sir Osman 'Ali Khan Siddqi Bahadur, Sipah Salar, Fath Jang, Nizam of Hyderabad, GCSI

1912–1917: Colonel His Highness Rustam-i-Dauran, Arustu-i-Zaman, Wal Mamaluk, Asaf Jah VII, Muzaffar ul-Mamaluk, Nizam ul-Mulk, Nizam ud-Daula, Nawab Mir Sir Osman 'Ali Khan Siddqi Bahadur, Sipah Salar, Fath Jang, Nizam of Hyderabad, GCSI

1917–1918: Colonel His Highness Rustam-i-Dauran, Arustu-i-Zaman, Wal Mamaluk, Asaf Jah VII, Muzaffar ul-Mamaluk, Nizam ul-Mulk, Nizam ud-Daula, Nawab Mir Sir Osman 'Ali Khan Siddqi Bahadur, Sipah Salar, Fath Jang, Nizam of Hyderabad, GCSI, GBE

1918–1936: Lieutenant-General His Exalted Highness Rustam-i-Dauran, Arustu-i-Zaman, Wal Mamaluk, Asaf Jah VII, Muzaffar ul-Mamaluk, Nizam ul-Mulk, Nizam ud-Daula, Nawab Mir Sir Osman 'Ali Khan Siddqi Bahadur, Sipah Salar, Fath Jang, Faithful Ally of the British Government, Nizam of Hyderabad, GCSI, GBE

1936–1941: Lieutenant-General His Exalted Highness Rustam-i-Dauran, Arustu-i-Zaman, Wal Mamaluk, Asaf Jah VII, Muzaffar ul-Mamaluk, Nizam ul-Mulk, Nizam ud-Daula, Nawab Mir Sir Osman 'Ali Khan Siddqi Bahadur, Sipah Salar, Fath Jang, Faithful Ally of the British Government, Nizam of Hyderabad and Berar, GCSI, GBE

1941–1967: General His Exalted Highness Rustam-i-Dauran, Arustu-i-Zaman, Wal Mamaluk, Asaf Jah VII, Muzaffar ul-Mamaluk, Nizam ul-Mulk, Nizam ud-Daula, Nawab Mir Sir Osman 'Ali Khan Siddqi Bahadur, Sipah Salar, Fath Jang, Faithful Ally of the British Government, Nizam of Hyderabad and Berar, GCSI, GBE.

## Danh dự
- Người nhận Delhi Durbar Medal năm 1911, như một phần của Danh hiệu Delhi Durbar năm 1911,[129][130]
- GCSI: Hiệp sĩ Đại tư lệnh của Huân chương Ngôi sao Ấn Độ, 1911[131]
- GCStJ: Bailiff Grand Cross của Huân chương Thánh John, 1911[131]
- GBE: Hiệp sĩ Thập tự lớn của Huân chương Đế quốc Anh, 1917[131]
- Người nhận Silver Jubilee Medal của Vua George V, 1935[131]
- Người nhận Coronation Medal của Vua George VI, 1937[131]
- Người nhận Chuỗi Hoàng gia Victoria, 1946[131]

## Tên được đặt cho các công trình
- Bệnh viện đa khoa Osmania
- Bánh quy Osmania
- Osman Sagar, một hồ chứa nước ở Hyderabad
- Osmanabad, tên một thành phố và tên của quận thuộc bang Maharashtra, Ấn Độ
- Vòng cổ Nizam xứ Hyderabad
- Cổng Nizam của Ajmer Sharif Dargah[132]

## Tính lập dị
Ngoài sự giàu có, ông còn nổi tiếng vì sự lập dị, vì thường tự đan tất và xin thuốc lá từ khách

## Liên kết
- "The Nizam often used to call Muslims and the Hindus as his two eyes" in Siasat
- The Nizam of Hyderabad on the cover of Time